# Tammela Stadion
Het Tammela Stadion is een voetbalstadion in de Finse stad Tampere, dat in 1931 werd gebouwd en tussen 2021 en 2023 grondig werd gerenoveerd. Het is de thuishaven van de voetbalclubs FC Ilves en TPV. Het stadion is eigendom van de gemeente Tampere.
In 2021 werd begonnen met de bouw van een nieuw stadion op dezelfde locatie. Het oude stadion voldeed niet meer aan de eisen van de Finse voetbalbond. De nieuwe arena heeft een capaciteit van 8.017 toeschouwers. Een winkelcentrum, een appartementencomplex en een parkeergarage zijn onderdeel van de nieuwbouw. Het stadion voldoet aan de UEFA-categorie 4.